# Hamilton Basso
Hamilton Basso (* 5. September 1904 in New Orleans, Louisiana als Joseph Hamilton Basso; † 13. Mai 1964 in New Haven, Connecticut) war ein amerikanischer Romanautor und Journalist.
Er war mehr als 20 Jahre „Associate Editor“ der Zeitschrift The New Yorker. Er schrieb 11 Romane, hauptsächlich über den amerikanischen Süden. Sein bekanntester Roman ist The View from Pompey's Head, die Geschichte eines New Yorker Rechtsanwaltes, der in seine südliche US-Heimat zurückkehrt, um das Geheimnis eines berühmten Schriftstellers aufzuklären. Das Buch war 1954 über ein Jahr auf der Bestseller-Liste.
Mit seinem Roman The Light Infantry Ball erreichte er 1960 das Finale des US National Book Award.
1955 wurde er in die American Academy of Arts and Letters gewählt.

## Weitere Werke
- Sie schufen Amerika. Die Geschichte der Demokratie in den USA in ihren großen Persönlichkeiten. Aus dem Amerikanischen von Lilly Speiser
- The Greenroom.
- Sun in Capricorn.
- Days Before Lent.
- Court House Square.
- Cinnamon Seed.
- A Touch of the Dragon.
- Mainstream.